# Municipio de Delaware (condado de Ripley)
El municipio de Delaware (en inglés: Delaware Township) es un municipio ubicado en el condado de Ripley en el estado estadounidense de Indiana. En el año 2010 tenía una población de 1437 habitantes y una densidad poblacional de 16,68 personas por km².

## Geografía
El municipio de Delaware se encuentra ubicado en las coordenadas 39°11′13″N 85°14′47″O / 39.18694, -85.24639. Según la Oficina del Censo de los Estados Unidos, el municipio tiene una superficie total de 86.18 km², de la cual 86,02 km² corresponden a tierra firme y (0,19 %) 0,16 km² es agua.

## Demografía
Según el censo de 2010, había 1437 personas residiendo en el municipio de Delaware. La densidad de población era de 16,68 hab./km². De los 1437 habitantes, el municipio de Delaware estaba compuesto por el 98,33 % blancos, el 0,21 % eran afroamericanos, el 0,07 % eran amerindios, el 0,14 % eran asiáticos, el 0,21 % eran de otras razas y el 1,04 % eran de una mezcla de razas. Del total de la población el 1,11 % eran hispanos o latinos de cualquier raza.